# Фахардо-Умакаоська діоцезія
Фаха́рдо-Умакао́ська діоцезія (лат. Dioecesis Faiardensis–Humacaensis; ісп. Diócesis de Fajardo–Humacao) — діоцезія римського обряду Католицької церкви в Пуерто-Рико, з центрами у містах Фахардо і Умакао. Охоплює терени острова Пуерто-Рико. Входить до складу Пуерториканської церковної провінції. Суфраганна діоцезія Сан-Хуанської архідіоцезії. Заснована 11 березня 2008 року. Голова — єпископ Фахардський і Умакаоський. Центральні храми — Фахардський і Умакаоський собори.   Населення — 293,000 ос.; з них католики — 97,869 ос. (33.4%). Чинний голова — sede vacante, єпископ Фахардський і Умакаоський.

## Назва
- Фаха́рдо-Умакао́ська діоце́зія (лат. Dioecesis Faiardensis–Humacaensis; ісп. Diócesis de Fajardo–Humacao)
- Фаха́рдо-Умакао́ське єпи́скопство — за титулом ієрарха і назвою катедри.

## Історія
11 березня 2008 року була створена Фахардо-Умакаоська діоцезія  шляхом виокремлення зі складу Кагуаської діоцезії і Сан-Хуанської архідіоцезії.

## Єпископи
- Данієль Фернандес Торрес

## Статистика
Згідно з «Annuario Pontificio» і Catholic-Hierarchy.org:
| Рік  | Населення | Населення | Населення | Священики | Священики | Священики | Священики           | Диякони | Ченці    | Ченці | Парафії |
| Рік  | католики  | загалом   | %         | загалом   | секулярні | ченці     | вірних на священика | Диякони | чоловіки | жінки | Парафії |
| ---- | --------- | --------- | --------- | --------- | --------- | --------- | ------------------- | ------- | -------- | ----- | ------- |
| 2008 | 97.869    | 293.000   | 33,4      | 22        | 17        | 5         | 4.448               | 21      | -        | -     | 21      |
| 2012 | 100.164   | 295.800   | 33,9      | 19        | 11        | 8         | 5.271               | 26      | 8        | 25    | 21      |
| 2013 | 100.600   | 297.000   | 33,9      | 21        | 11        | 10        | 4.790               | 28      | 10       | 27    | 21      |